# Georgenzell
Georgenzell ist ein Ortsteil von Rosa im Landkreis Schmalkalden-Meiningen in Thüringen.

## Lage

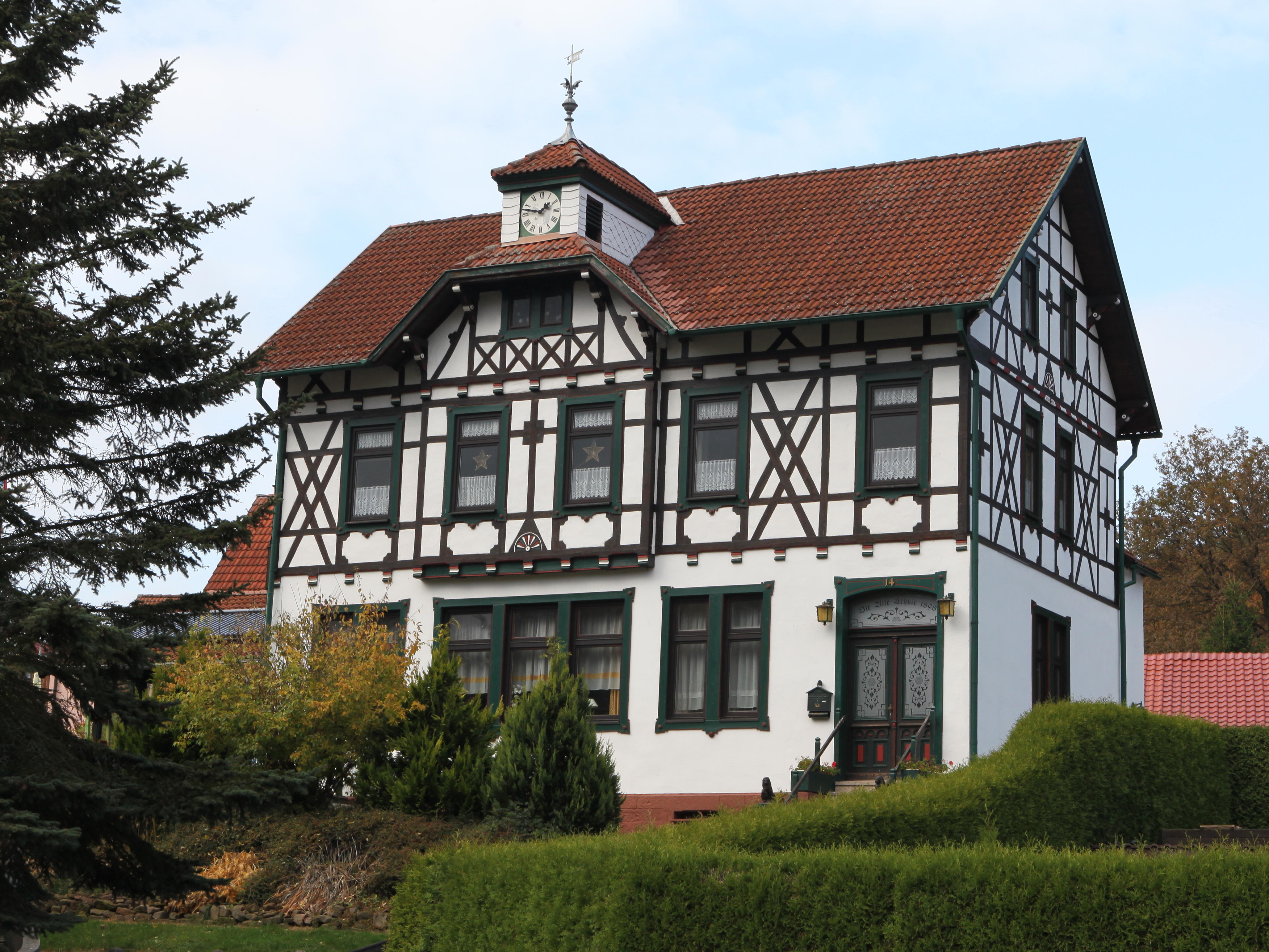
Ehemalige Schule

Georgenzell liegt in der Vorderrhön, östlich etwa 500 Meter von Rosa entfernt. Durch den Ortsteil führt die Landesstraße 1026 von Wernshausen kommend nach Roßdorf führend durch das Dorf. Der Ortsteil wurde trichterförmig in den Wald in Richtung Osten hinein gebaut. Durch Georgenzell fließt der Rosabach.

## Geschichte
Das Dorf wurde erstmals urkundlich im Jahr 1310 als „Witzigendorf“ erwähnt. Im gleichen Jahr wurde durch Ritter Berthold von Wildprechtroda ein kleines Zisterzienser-Kloster gegründet, der es im Zusammenwirken mit Graf Berthold VII. von Henneberg dem heiligen Georg weihte. Das Kloster wurde dem Abt und Konvent von Georgenthal unterstellt, der es auch besiedelte. Möglicherweise existierte bereits 996 einmal ein Kloster namens Wolfszell im Ort, welches vermutlich die Grafen von Henneberg gegründet haben. Das Kloster existierte aber nicht lange.
Seit 1322 nennt sich das Dorf ebenso wie das im Ort befindliche Kloster „Georgenzell“. Im Nachbarort Rosa bestand schon zu Anfang des 14. Jahrhunderts eine kleine Kirche, über die das Adelsgeschlecht von Wildprechtroda das Patronat ausübte. Zum kirchlichen „Rösleinverband“ gehörten damals die Dörfer Eckardts, Bernshausen, Zillbach, Helmers und Georgenzell. 1326 wurde das Patronatsrecht an das Kloster Georgenzell abgetreten.
Das Kloster wurde im Bauernkrieg im Jahr 1525 durch Feuer bis auf die Grundmauern zerstört. Bauern des „Werrahaufens“, die vor Meiningen lagerten und werraabwärts zogen, schleiften außer Klöstern auch die schon unbewohnte Veste Frankenberg. Nach der Säkularisation des Klosters wurde die Pfarrei Georgenzell 1531 von Wilhelm VI. von Henneberg-Schleusingen der Pfarrei Rosa unterstellt, während vordem Rosa zu Georgenzell gehörte. Die Klostergebäude verfielen und wurden später abgebrochen. An das Kloster erinnern noch die Flurnamen wie Klostergarten, Klosterwiese und Paradies sowie Gräben und Dämme ehemaliger Teiche.
Seit 1680 gehörte der Ort im Amt Sand zum Herzogtum Sachsen-Meiningen und seit 1920 zum Freistaat Thüringen. Im Ergebnis der Gebiets- und Verwaltungsreform wurde der Ort Georgenzell am 8. März 1994 in Rosa eingemeindet. Im Ortsteil wohnten 2012 etwa 300 Personen.
2022 hat der Künstler Wolfgang Nickel in Georgenzell einen Glaskunst-Garten eröffnet.